# En Prison
En Prison ist eine Regel beim Roulette, die dem Spieler ermöglicht seinen Einsatz zurückzugewinnen, wenn die Kugel auf der Null landet und der Einsatz auf einer einfachen Chance (niedrig – hoch, gerade – ungerade oder schwarz – rot) platziert wurde.
Es handelt sich um eine Variante der La-Partage-Regel. Fällt die Kugel auf die Null, hat der Spieler bei der Partage die Möglichkeit mit den Worten „partagez la masse, s'il vous plaît“ sich die Hälfte seines Einsatzes auszahlen zu lassen während die andere Hälfte eingezogen wird. In europäischen Spielbanken, in denen diese Regel angewandt wird, kann sich der Spieler alternativ dazu entscheiden, seinen Einsatz „en prison“ (französisch: ins Gefängnis) zu stellen. Der Einsatz des Spielers wird dann auf seiner Position blockiert und der Croupier stellt einen Marker darauf. Ist der Einsatz bei der nächsten Runde auf einem Gewinnfeld positioniert erhält der Spieler seinen Einsatz zurück, ansonsten verliert er ihn. Sollte die Kugel erneut auf der Null landen, hängt es von den Regeln im jeweiligen Casino ab, was mit dem Einsatz geschieht. Dieser ist dann entweder verloren, oder es kann wiederum La Partage oder En Prison angewandt werden.
In den meisten europäischen Spielhallen ist es üblich En Prison anzuwenden. In amerikanischen Spielhallen ist der Einsatz hingegen meist verloren wenn die Kugel auf der Null landet, selbst wenn europäisches Roulette gespielt wird.